# Legarda (Alava)
Pour les articles homonymes, voir Legarda.
Legarda est un village ou contrée faisant partie de la municipalité de Vitoria-Gasteiz dans la province d'Alava dans la Communauté autonome basque.

## Démographie
| 2000 | 2001 | 2002 | 2003 | 2004 | 2005 | 2006 | 2007 |
| ---- | ---- | ---- | ---- | ---- | ---- | ---- | ---- |
| 30   | 32   | 34   | 32   | 28   | 28   | 32   | 36   |

## Voir également
- Liste des municipalités d'Alava